# Ottomar Otto
Ottomar Otto (* 26. Februar 1892 in Zwickau; † 3. Mai 1945 in Passau) war ein deutscher Kriminalrat und als SS-Sturmbannführer Leiter der Staatspolizeileitstelle Nürnberg (durch Erlass vom 13. April 1943).

## Leben

### Studium, Erster Weltkrieg und Reichswehr
Als Sohn eines Studienprofessors besuchte Otto die Volksschule und ein humanistisches Gymnasium. Bei der Infanterie diente er freiwillig für eine bestimmte Zeit. Im Jahre 1910 begann er mit dem Studium der Rechtswissenschaften. Mit Ausbruch des Ersten Weltkriegs im Jahre 1914 wurde er Soldat und 1918 verließ er die Armee als Oberleutnant der Reserve.
Danach nahm Otto sein Studium wieder auf, dass er jedoch nicht beendete. Als die Münchner Räterepublik entstand, beteiligte er sich an den Kämpfen gegen die Aufständischen. Im Juni 1919 wurde er von der Reichswehr als Gerichtsoffizier übernommen. Als die Reichswehr auf 100.000 Mann verringert wurde, konnte er noch auf der Basis eines Dienstvertrages der Reichswehr dienen. Für das Gebiet Nordbayern leitete er als Nachrichtenoffizier den politischen Nachrichtendienst.
Ab 1921 hatte Otto auf dem Gebiet der Bekämpfung des Kommunismus, Marxismus und des Separatismus Kontakte mit dem damaligen Staatskommissar Heinrich Gareis, der mit den gleichen Aufgabenstellungen betraut war. Mitglied der Nürnberger Polizeidirektion wurde er im November 1923. Auch in dieser Stellung wurde er Leiter des politischen Nachrichtendienstes für Nordbayern. Nach der NS-Machtübernahme führte er dort die Unterabteilung zur Bekämpfung des Kommunismus und Marxismus. Zum 1. Mai 1933 trat Otto der NSDAP bei (Mitgliedsnummer 2.614.120).

### Der Mord an Oskar Konrad Pflaumer
Ab Sommer 1933 organisierte Otto als Kriminalobersekretär vor dem Reichsparteitag mit Hilfe der SA-Stabswache der SA-Gruppe Franken und des SA-Sturms z. b. V. (zur besonderen Verwendung) eine Verhaftungswelle. Der SA-Sturm z. b. V. verhaftete am 16. August 1933 unter dem Kommando des 24-jährigen SA-Sturmbannführer Eugen Korn und dessen 34-jährigen Stellvertreter SA-Scharführer Hans Stark den 29-jährigen Oskar Pflaumer und verbrachte ihn auf die Wache, die sich bei der Samariterwache beim Hallplatz 4 befand.
In der folgenden Nacht starb Pflaumer auf der Polizeihauptwache. Als der Amtsgerichtsrat Hans Teicher am 18. August 1933 die Leiche öffnen ließ, stellte der Gerichtsarzt schwere Misshandlungen fest, die in grausamster, qualvoller Weise mit stumpfen Gegenständen ausgeführt waren. Auch wurden Wunden durch Anwendung einer Bastonade festgestellt. Der zuständige Untersuchungsrichter lehnte eine Verhaftung der Beschuldigten ab, da Zweifel beständen, ob sie die Haupttäter gewesen seien. Außerdem bestände weder Flucht- noch Verdunklungsgefahr.
Der Leiter der politischen Polizei in Nürnberg, Benno Martin, lehnte auch eine Aussagegenehmigung der beschuldigten SA-Leute ab, da sie unabkömmlich seien zur Gewährleistung der Sicherheit des Reichsparteitages. Selbst als der Justizminister Hans Frank den Fall im bayerischen Ministerrat erörtern wollte, konnte er sich nicht durchsetzen. Die Instanzen von Justiz, Gauleitung, der Polizei und des SA-Führers in Franken, Hanns Günther von Obernitz arbeiteten zusammen, damit dieser Mord nicht verhandelt werden konnte. Der Reichsstatthalter in Bayern, Franz von Epp, verfügte schließlich am 27. Juni 1934 eine Einstellung des Verfahrens.

### SS und Aufstieg
Im Jahre 1935 trat Otto in die SS (SS-Nr. 250.065) ein. Nach der 1938 erfolgten Beförderung zum Kriminalrat übernahm er im Jahre 1940 nach der Einberufung Georg Kiessels zum Militärdienst auch die Position des stellvertretenden Leiters der Staatspolizeistelle (Stapo) Nürnberg. Im November des gleichen Jahres erfolgte die Beförderung zum SS-Obersturmführer, ab April 1939 zum SS-Hauptsturmführer. Schließlich wurde ihm im November 1941 der Dienstgrad eines SS-Sturmbannführers verliehen. Im Jahre 1942 wurde er zum Kriminaldirektor befördert.

### Ausländergefängnis Langenzenn
Das Ausländer-Gestapo-Lager Langenzenn (AGL) wurde nach der Zerstörung des Polizeigefängnisses durch Luftangriffe im Zeitraum 1942 bis 1943 im Westen von Nürnberg eingerichtet, wo die Bahnlinie zwischen Nürnberg und Würzburg verläuft. Die Zuständigkeit der Bewachung unterstand dem Kommandeur der Schutzpolizei Otto Kuschow. Weiterhin unterstanden die Baracken für Ausländer der Stapo Nürnberg. In dieser Funktion war Otto auch für die Aussonderung sowjetischer Kriegsgefangener tätig. Als immer mehr furchtbar zugerichtete Ausländer in die Krankenabteilung der Nürnberger Polizei eingeliefert wurden, schaltete Kuschow den Oberfeldarzt Anton Wegner ein. Wegner unterrichtete Benno Martin, der wiederum den IdS Erich Naumann informierte.
Otto war 1943 erst zum kommissarischen Leiter, dann zum Leiter der Staatspolizeileitstelle Nürnberg ernannt worden. Naumann beauftragte aus seinem Stab den Untersuchungsführer und Gerichtsoffizier für die Wehrkreise VII und XIII mit den weiteren Untersuchungen. Martin wollte jedoch auf Münch warten und ließ den SS-Unterscharführer Konrad Beetz, der als Lagerführer die Aufsicht hatte, verhaften. Otto wurde von ihm seines Amtes enthoben. Allerdings hatte Martin damit seine Kompetenzen überschritten. Der stellvertretende Chef des Hauptamtes SS-Gericht Günther Reinecke übergab die Untersuchung der Beschuldigungen gegen Otto dem Hauptamt SS-Gericht z.b.V. in München.
Münch kam erst im September 1944 nach Nürnberg. Die Untersuchung der Vorfälle, die auch sowjetische Kriegsgefangene betraf, zog sich bis November 1944 hin. Zu einer Anklageerhebung ist es vor dem Ende des NS-Regimes gegen Otto nicht mehr gekommen. Sowohl bei Münch als auch bei dem SS-Untersuchungsrichter Gerhard Wiebeck versteifte sich der Eindruck, dass Martin sich aus der weiteren Untersuchung im Fall Otto immer mehr zurückzog. Grieser vermutete, dass Otto aus der Zeit als politischer Nachrichtenoffizier über Martin vor 1933 Kenntnisse hatte, die Martin im NS-Regime hätten schaden können.